# Zimirina relegata
Zimirina relegata är en spindelart som beskrevs av Cooke 1977. Zimirina relegata ingår i släktet Zimirina och familjen Prodidomidae. Inga underarter finns listade i Catalogue of Life.